# مارسلن بول
مارسلین بول (انگلیسی: Marcellin Boule؛ ۱ ژانویه ۱۸۶۱ – ۴ ژوئیهٔ ۱۹۴۲) دانشمند در زمینه دیرین‌شناسی، زمین‌شناسی، و انسان‌شناسی اهل فرانسه بود.
وی همچنین برندهٔ جوایزی همچون مدال ولاستن، لژیون دونور (فرمانده)، لژیون دونور (شوالیه)، و لژیون دونور (افسر) شده است.